# Atractylis
Atractylis este un gen de plante din familia Asteraceae, ordinul Asterales.

## Caractere morfologice

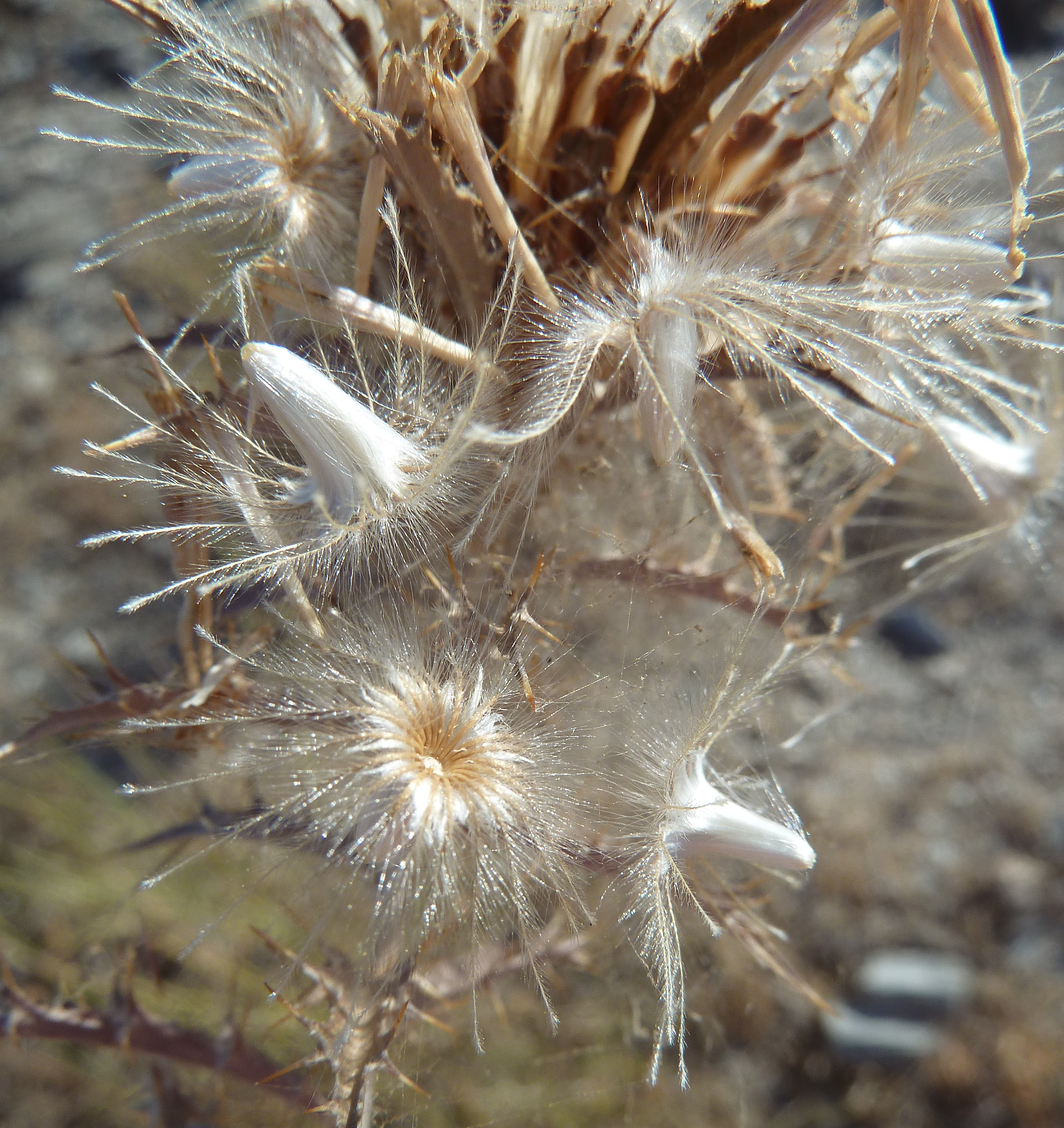
A. humilis, semințele

- Tulpina

- Frunza

- Florile

- Semințele